# Major Sales
Major Sales este un oraș în Rio Grande do Norte (RN), Brazilia.